# بيلي هالوب
بيلي هالوب (بالإنجليزية: Billy Halop)‏ مواليد 11 فبراير 1920 في جامايكا، كوينز، الولايات المتحدة - الوفاة 09 نوفمبر 1976 في برينتووود، الولايات المتحدة، هو ممثل أمريكي بدأ مسيرته الفنية سنة 1931. امتدت مسيرته الفنية لأكثر من 45 عاما.

## الأعمال
- النهاية الميتة
- غاز هاوس كيدز

## روابط خارجية
- بيلي هالوب على موقع IMDb (الإنجليزية)
- بيلي هالوب على موقع ألو سيني (الفرنسية)
- بيلي هالوب على موقع أول موفي (الإنجليزية)
- بيلي هالوب على موقع قاعدة بيانات برودواي على الإنترنت (الإنجليزية)
- بيلي هالوب على موقع قاعدة بيانات الأفلام السويدية (السويدية)
- بيلي هالوب على موقع إن إن دي بي (الإنجليزية)
- بيلي هالوب على موقع قاعدة بيانات الفيلم (الإنجليزية)
- بيلي هالوب على موقع كينوبويسك (الروسية)